# Émile Engel
Émile Engel (* 5. April 1889 in Colombes; † 10. September 1914 in Maurupt-le-Montois) war ein französischer Radrennfahrer.

## Sportliche Laufbahn
Engel war im Straßenradsport aktiv. Als Amateur wurde er 1908 Zweiter der nationalen Straßenmeisterschaft hinter Paul Mazan. 1910 und 1911 gewann er eine Etappe in der Tour de France der Unabhängigen.
Von 1912 bis 1914 war er Berufsfahrer. 1913 gewann er eine Etappe in der Belgien-Rundfahrt, 1914 in der Tour de France.
Zweiter wurde er 1914 bei Paris–Tours und Paris–Menin, Dritter 1910 bei Paris–Tours. 1914 kam er in der nationalen Meisterschaft im Straßenrennen der Profis hinter Charles Crupelandt auf den 2. Platz.
Engel  bestritt die Tour de France zweimal. 1913 kam er auf den 10. Gesamtrang, 1914 beendete er die Rundfahrt nicht.
Engel  starb während der Kämpfe an der Front im Ersten Weltkrieg.

## Familiäres
Sein Bruder Louis Engel war ebenfalls Radrennfahrer.